# 斯卡尔佩里亚和圣皮耶罗
斯卡尔佩里亚和圣皮耶罗（義大利語：Scarperia e San Piero）是意大利托斯卡纳大区佛罗伦萨广域市的一个市镇，位于佛罗伦萨东北方25（16英里）。该市镇是在2014年1月1日合并斯卡尔佩里亚和圣皮耶罗-阿谢韦两个市镇而成立的。